# Mateusz Taciak
Mateusz Taciak (ur. 19 czerwca 1984 w Kórniku) – polski kolarz szosowy.

## Najważniejsze osiągnięcia
2003
- 2. miejsce w mistrzostwach Polski do lat 23 (jazda ind. na czas)

2005
- 2. miejsce w mistrzostwach Polski do lat 23 (jazda ind. na czas)

2006
- 2. miejsce w mistrzostwach Polski do lat 23 (jazda ind. na czas)

2007
- 3. miejsce w mistrzostwach Polski (jazda ind. na czas)
- 5. miejsce w Tour Alsace
  - 1. miejsce na 3. etapie
- 2. miejsce w Chrono Champenois Masculin

2008
- 3. miejsce w mistrzostwach Polski (jazda ind. na czas)
- 5. miejsce w Tour Alsace

2009
- 1. miejsce w Memoriale Andrzeja Trochanowskiego
- 3. miejsce w Bałtyk-Karkonosze Tour
  - 1. miejsce na 1. etapie
- 3. miejsce mistrzostwach Polski (jazda ind. na czas)
- 3. miejsce w Pucharze Ministra Obrony Narodowej

2010
- 3. miejsce w Małopolskim Wyścigu Górskim
- 2. miejsce w Pucharze Ministra Obrony Narodowej

2011
- 3. miejsce – Tour of Qinghai Lake
  - 1. miejsce na 2. etapie

2012
- 3. miejsce w Szlakiem Grodów Piastowskich
- 1. miejsce w Dookoła Mazowsza
- 4. miejsce w mistrzostwach Polski (jazda ind. na czas)

2013
- 2. miejsce w Ślężańskim Mnichu
- 2. miejsce w Szlakiem Bursztynowym
- 3. miejsce w Szlakiem Grodów Piastowskich
- 1. miejsce w Bałtyk-Karkonosze Tour
- 3. miejsce mistrzostwach Polski (jazda ind. na czas)
- 1. miejsce w klasyfikacji górskiej Tour of Hainan

2014
- 1. miejsce w Szlakiem Grodów Piastowskich
- 3. miejsce mistrzostwach Polski (jazda ind. na czas)

2015
- 1. miejsce w Memoriale Stanisława Szozdy
- 2. miejsce w Szlakiem Grodów Piastowskich
- 2. miejsce w Bałtyk-Karkonosze Tour
  - 1. miejsce na 5. etapie

2016
- 1. miejsce w Bałtyk-Karkonosze Tour
  - 1. miejsce na 5. etapie
- 1. miejsce w Małopolskim Wyścigu Górskim
- 3. miejsce mistrzostwach Polski (jazda ind. na czas)

2018
- 2. miejsce w Bałtyk-Karkonosze Tour
  - 1. miejsce na 4. i 5. etapie
- 1. miejsce w Szlakiem Walk Majora Hubala
- 1. miejsce na 3a. etapie Sibiu Cycling Tour

2019
- 3. miejsce mistrzostwach Polski (start wspólny)

## Rankingi
| Rok             | 2009 | 2010 | 2011 | 2012 | 2013 | 2014 | 2015 | 2016 | 2017  | 2018 | 2019 |
| --------------- | ---- | ---- | ---- | ---- | ---- | ---- | ---- | ---- | ----- | ---- | ---- |
| World Ranking   |      |      |      |      |      |      |      | 596. | 1480. | 394. | 963. |
| UCI Europe Tour | 218. | 272. | -    | 161. | 270. | 135. | 220. | 361. | 1435. | 237. | 695. |
| UCI Asia Tour   | 228. | 226. | 32.  | -    | -    | -    | -    | -    | -     | -    |      |
|                 |      |      |      |      |      |      |      |      |       |      |      |
| Źródło: UCI     |      |      |      |      |      |      |      |      |       |      |      |